# Bufotes latastii
Bufotes latastii — вид земноводних родини ропухових (Bufonidae). Один із 15 видів роду. Поширений переважно в Південній Азії. Отруйна амфібія.

## Етимологія
Назва на інших мовах: Ladakh Toad, Lataste's Toad (англ., дослівно «ладакська ропуха», «ропуха Латасте»). 

## Опис
Загальна довжина досягає 5—6,2 см. Голова пласка, без кісткових гребенів. Міжочний проміжок розташований нижче нижньої повіки. Паротиди (залози) мають зігнуту форму. Тулуб товстий, масивний. Кінцівки добре розвинені. Пальці з подвійними субартикулярними горбиками. Забарвлення спини оливкове, плямисте або з мармуровим малюнком. Черево темно-плямисте.

## Поширення
Поширений в Балтистані й Ладакху в Пакистані, штаті Джаму і Кашмір (Індія) та Китаї (Західний Хізанг).

## Спосіб життя
Населяє ліси помірного поясу, переривчасті річки, прісноводні болота, орні землі, ставки. Зустрічається на висоті від 2600 до 5238 м над рівнем моря. Активна у присмерку. Живиться безхребетними та членистоногими.
Самиця відкладає яйця в невеличкі водойми. Пуголовки забарвлені в темно-коричневий колір. До завершення метаморфоза перебувають у воді.